# Lynn Fontanne
Lynn Fontanne (Woodford, 1887. december 6. – Genesee Depot, Waukesha megye, 1983. július 30.) Primetime Emmy-díjas angol színésznő, Alfred Lunt felesége. Lunt és Fontanne ünnepelt sztárok voltak a Broadwayn majd harminc éven át. 
Habár életművük nagy része is itt rakódott le, televíziós és filmes karrierjüket is díjazták: 1932-ben a The Guardsman (Oscar-jelölés), 1965-ben a The Magnificent Yankee (Emmy-díj) és 1967-ben az Anastasia (Emmy-jelölés). 1970-ben férjével együtt Tony-különdíjjal tüntették ki őket.

## Élete és pályafutása
Lillie Louise Fontanne néven született Jules Fontanne és Frances Ellen Thornley lányaként. Francia és ír felmenőkkel rendelkezett. Két lánytestvére volt, egyikük Angliában, másikuk Új-Zélandon élt. Fontanne tíz éves volt, mikor eldöntötte, hogy színésznő lesz, miután látott egy színművet.
1902-től Fontanne Ellen Terry mellett tanult, majd 1905-ben turnéra indultak az Alice Sit by the Fire című darabbal.  1909-ben megkapta első színészi szerepét Londonban a Hamupipőke című pantomim verziójában.  1910-ben debütált a Broadwayn New Yorkban, de csak 1916-ban tért ide vissza Laurette Taylor meghívására, akivel a The Harp of Life, Out There és több más színdarabban is fellépett.
1917-ben a The Wooing of Eve című műben találkozott először Alfred Lunttal. 1919-ben a nyári szezonban együtt játszottak az A Young Man's Fancy című színdarabban. 1920-ban Fontanne Eugene O’Neill Anna Christie című művének korai feldolgozásában, a Chrisben játszott. 1921-ben hatalmas sikert aratott a Dulcy című komédiában. Hamarosan ünnepelt sztárja lett a műfajnak, kifejezetten az éles eszű karaktereket tudta életre kelteni, amiket Noel Coward, Behrman és Robert Sherwood írt neki. 1922-ben Fontanne és Lunt összeházasodtak, és onnantól kezdve mindig együtt szerepeltek a színpadon. 1924-ben a Theatre Guildhez csatlakoztak, és a The Guardsman című produkcióval az év broadwayi párjának kiáltották ki őket. Olyan nagy sikerű produkciókban szerepeltek együtt, mint a Design for Living (1933), A makrancos hölgy (1935-36), az Idiot's Delight (1936), a There Shall Be No Night (1940) és a Quadrille (1952).
Habár korábban is szerepelt filmekben, Fontanne és Lunt nem szeretett filmet forgatni. 1931-ben ennek ellenére Irving Thalberg megkereste őket a The Guardsman forgatókönyvével, hogy a filmszerepre felkérje őket. 1932-ben Fontanne-t és Luntot is Oscar-díjra jelölték legjobb főszereplő kategóriában. 
Lunt és Fontanne 1958-ig játszott a színházakban, utána nyugdíjba vonultak. Ebben az évben a Globe Theatre egy renováció után ismét megnyitott, és Lunt-Fontanne Színház néven futott tovább. Nyitó produkciónak Az öreg hölgy látogatását szánták, amiért Fontanne-t egyszer Tony-díjra jelölték. Lunték 1965-ben visszatértek a Hallmark Hall of Fame tévésorozat egy epizódjába, a Magnificent Yankee címűbe. Alakításuk mindkettejüknek Primetime Emmy-díjat ért. Két évvel később Fontanne felbukkant az Anastasia című tévéfilmben.
Fontanne 1983-ban hunyt el.

## Filmográfia

### Szerepei a Broadwayn
| Év                                    | Cím                                        | Szerep                                               | Színház |
| ------------------------------------- | ------------------------------------------ | ---------------------------------------------------- | --- |
| 1910. november 7 – november ?         | Mr Preedy and the Countess                 | ?                                                    | Nazimova's 39th Street Theatre                                                                                              |
| 1916. november 27 – 1917. március ?   | The Harp of Life                           | ?                                                    | Globe Theatre |
| 1917. március 27 – június ?           | Out There                                  | Lizzie hercegnő / Miss Elizabeth Hudd                | Globe Theatre |
| 1917. október 8 – ?                   | Out There                                  | Lizzie hercegnő / Miss Elizabeth Hudd                | Liberty Theatre |
| 1917. november 9 – december ?         | The Wooing of Eve                          | ?                                                    | Liberty Theatre |
| 1917. december 31 – 1918. május ?     | Happiness                                  | ?                                                    | Criterion Theatre |
| 1918. április 5 – ?                   | Laurette Taylor in Scenes from Shakespeare | A velencei kalmár: Bianca A makrancos hölgy: Nerissa | Criterion Theatre |
| 1918. szeptember 9 – október ?        | Some One in the House                      | ?                                                    | Knickerbocker Theatre |
| 1921. augusztus 13 – 1922. március 11 | Dulcy                                      | Dulcinea                                             | Frazee Theatre |
| 1923. május 18 – június ?             | Sweet Nell of Old Drury                    | Lady Castlemaine                                     | 48th Street Theatre |
| 1923. augusztus 6 – november ?        | In Love With Love                          | Ann Jordan                                           | Ritz Theatre |
| 1924. október 13 – 1925. június 6     | The Guardsman                              | a Színésznő                                          | Garrick Theatre (október 13 – november) Booth Theatre (november 24 – április) Garrick Theatre (április 20 – június 6)       |
| 1925. szeptember 14 – 1926. február ? | Arms and the Man                           | Raina Petkoff                                        | Guild Theatre (szeptember 14 – október 17) 49th Street Theatre (október 19 – december) Garrick Theatre (december – február) |
| 1926. január 25 – március ?           | The Goat Song                              | Stanja                                               | Guild Theatre |
| 1926. április 26 – november ?         | At Mrs Beam's                              | Laura Pasquale                                       | Guild Theatre |
| 1926. november 15 – 1927. március ?   | Pygmalion                                  | Eliza Doolittle                                      | Guild Theatre |
| 1927. január 3 – február ?            | A Karamazov testvérek                      | Agrafena Alexandrovna "Grusenyka" Szvetlova          | Guild Theatre |
| 1927. április 11 – szeptember ?       | The Second Man                             | Mrs Kendall Frayne                                   | Guild Theatre |
| 1928. január 30 – 1929. június 15     | Strange Interlude                          | Nina Leeds                                           | John Golden Theatre |
| 1928. december 31 – 1929. június ?    | Caprice                                    | Ilsa Von Ilsen                                       | Guild Theatre |
| 1929. december 23 – 1930. március ?   | Meteor                                     | Ann Carr                                             | Guild Theatre |
| 1930. november 3 – 1931. március ?    | Elizabeth the Queen                        | I. Erzsébet angol királynő                           | Guild Theatre |
| 1931. november 16 – 1932. július ?    | Reunion in Vienna                          | Elena                                                | Martin Beck Theatre |
| 1933. január 24 – május ?             | Design For Living                          | Gilda + producer is                                  | Ethel Barrymore Theatre |
| 1935. január 16 – március 2.          | Point Valaine                              | Linda Valaine                                        | Ethel Barrymore Theatre |
| 1935. szeptember 30 – 1936. január ?  | A makrancos hölgy                          | Katharina                                            | Guild Theatre |
| 1936. március 24 – december ?         | Idiot's Delight                            | Irene + producer is                                  | Shubert Theatre |
| 1937. november 1 – 1938. március ?    | Amphitryon 38                              | Alkmena                                              | Shubert Theatre |
| 1938. március 28 – április 30         | Sirály                                     | Madame Arkagyina                                     | Shubert Theatre |
| 1940. április 29 – augusztus 9        | There Shall Be No Night                    | Miranda Valkonen                                     | Alvin Theatre |
| 1940. szeptember 9 – november 2       | There Shall Be No Night                    | Miranda Valkonen                                     | Alvin Theatre |
| 1942. november 25 – 1943. április 27  | The Pirate                                 | Manuela                                              | Martin Beck Theatre |
| 1946. január 23 – 1947. május 31      | O Mistress Mine                            | Olivia Brown                                         | Empire Theatre |
| 1949. november 2 – 1950. június 3     | I Know My Love                             | Emily Chanler                                        | Shubert Theatre |
| 1954. november 3 – 1955. március 12   | Quadrille                                  | Serena                                               | Coronet Theatre |
| 1956. január 4 – június 2             | The Great Sebastians                       | Essie Sebastian                                      | ANTA Playhouse (január 4 – február 4) Coronet Theatre (február 8 – június 2)                                                |
| 1958. május 5 – november 29           | Az öreg hölgy látogatása                   | Claire Zachanassian                                  | Lunt-Fontanne Theatre (május 5 – július 5) Morosco Theatre (augusztus 20 – november 29)                                     |

### Filmek
| Év   | Cím                                           | Szerep                 | Megjegyzés                                |
| ---- | --------------------------------------------- | ---------------------- | ----------------------------------------- |
| 1924 | Second Youth                                  | Rose Raynor            |                                           |
| 1925 | The Man Who Found Himself                     | Mrs Macauley Jr        | Lynne Fontanne néven                      |
| 1932 | The Guardsman                                 | a színésznő            |                                           |
| 1943 | Stage Door Canteen                            | önmaga                 |                                           |
| 1956 | The United States Steel Hour                  | ?                      | televíziós sorozat, epizódszerep (S3E24)  |
| 1957 | Producer's Showcase                           | Essie Sebastian        | televíziós sorozat, epizódszerep (S3E09)  |
| 1960 | Peter Pan                                     | narrátor hangja        | televíziós film                           |
| 1963 | The United States Steel Hour                  | Mrs Dowey              | televíziós sorozat, epizódszerep (S10E21) |
| 1965 | Hallmark Hall of Fame: The Magnificent Yankee | Fanny Bowditch Holmes  | televíziós film                           |
| 1967 | Anastasia                                     | Marija orosz anyacárné | televíziós film                           |

## Díjak és jelölések
| Év   | Cím                                           | Díj                                                                                   | Eredmény |
| ---- | --------------------------------------------- | ------------------------------------------------------------------------------------- | -------- |
| 1932 | The Guardsman                                 | Oscar-díj a legjobb női főszereplőnek                                                 | Jelölve  |
| 1959 | Az öreg hölgy látogatása                      | Tony-díj a legjobb női főszereplőnek színdarabban                                     | Jelölve  |
| 1965 | Hallmark Hall of Fame: The Magnificent Yankee | Primetime Emmy-díj a legjobb női főszereplőnek (televíziós minisorozat vagy tévéfilm) | Elnyerte |
| 1967 | Hallmark Hall of Fame: Anastasia              | Primetime Emmy-díj a legjobb női főszereplőnek (televíziós minisorozat vagy tévéfilm) | Jelölve  |
| 1970 |                                               | Tony-különdíj                                                                         | Elnyerte |
| 1980 |                                               | Kennedy Center Honors                                                                 | Elnyerte |